# Livr'à Vannes

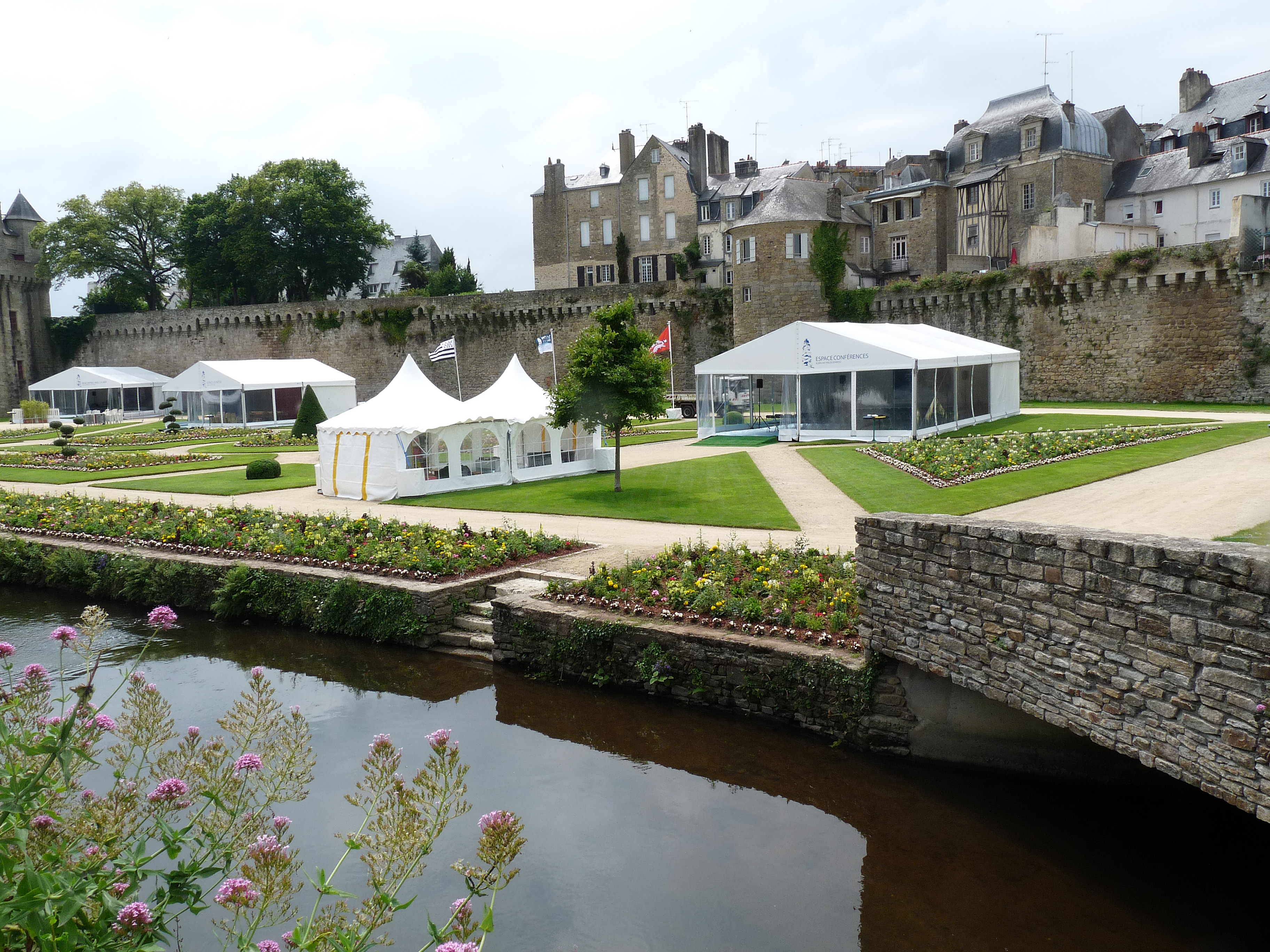
Site du salon au pied des remparts

Le salon Livr'à Vannes (anciennement salon du livre en Bretagne) est un festival littéraire organisé chaque année à Vannes (Morbihan). Créé en 2008, il se tient pendant trois jours dans les jardins des remparts. Le président du salon est Patrick Mahé.
Le salon accueille la littérature générale, mais fait aussi la part belle aux auteurs bretons, et notamment aux écrivains en langue bretonne.
Le prix en langue bretonne existe depuis 2011 ; il a été créé à l'initiative de Yann an Aod, président de la section littérature écrite de l'institut culturel de Bretagne, avec l'accord de François Goulard, le maire de la ville de Vannes à ce moment.
Le prix du roman en langue bretonne a été attribué successivement :
- en 2011 à Riwal Huon pour son roman Ar marc'h glas ;
- en 2012 à Yann Bijer pour son roman Torrebenn ;
- en 2013 à Goulc'han Kervella pour son recueil de nouvelles Boned glas ar Pagan ;
- en 2014 à Yann Gerven pour son recueil de nouvelles Traoù nevez ;
- en 2015 à Annie Coz pour son recueil de nouvelles Bili er mor.

## Prix littéraires
Les quatre récompenses décernées lors du salon portent le nom de « Triskells ». Lors de l'édition 2012, les lauréats ont été :
- Ar Vro : Claire Fourier pour Les silences de la guerre (éditions Dialogues)
- An Avel : Diane Ducret pour Femmes de dictateur (éditions Perrin)
- Ar Mor : Henriette Walter et Pierre Avenas pour La fabuleuse histoire du nom des poissons (éditions Robert Laffont)
- Le Triskell du roman en langue bretonne a été remis à Yann Bijer pour Torreben